# Anivaldo Padilha
Anivaldo Pereira Padilha (nascido em 1940) é um sociólogo brasileiro, militante político e líder ecumênico que combateu a ditadura militar brasileira envolvido em movimentos estudantis e na Ação Popular.

## Biografia
Anivaldo nasceu em 1940 em São Pedro da União, Minas Gerais. Seus pais eram pequenos produtores agricultores que em 1945 migraram para São Paulo. Em situação de pobreza, foram acolhidos pela Igreja Metodista. Graças ao apoio religioso, começou a estudar enquanto trabalhava para ajudar a família.
Em 1960, ingressou na militância dentro da União Cristã de Estudantes do Brasil e em 1963 aderiu à Ação Popular (AP). Ao entrar na Universidade de São Paulo em 1966 para cursar Ciências sociais, passou a integrar o Movimento Estudantil e acabou por tornar-se um líder do movimento ecumênico da juventude. Membro da Igreja Metodista na Luz, em São Paulo, exerceu várias funções de liderança na igreja: diretor do Departamento de Mocidade da Junta Geral de Educação Cristã; redator da revista da juventude Cruz de Malta; secretário-executivo da União Brasileira de Juventude Ecumênica (Ubraje); e secretário regional para o Brasil da União Latino-Americana de Juventude Evangélica (ULAJE).
Denunciado por um bispo e um pastor, como um comunista infiltrado na denominação, foi preso pelas forças da Operação Bandeirante em 28 de fevereiro de 1970 e torturado nas dependências do DOI-Codi. Após ser solto, ficou na clandestinidade e em 1971, exilou-se. Viveu no Chile, Estados Unidos e Suíça. Teve que deixar sua companheira grávida, da qual nasceu o político Alexandre Padilha.
De volta ao Brasil com a Lei da Anistia, Anivaldo seguiu militando na da defesa dos Direitos Humanos, incorporou-se ao Centro Ecumênico de Documentação e Informação (CEDI) e  em 1994 participou da fundação da Koinonia Presença Ecumênica e Serviço. Atuou como assessor da Comissão Nacional da Verdade de 2012 a 2014. Também tornou-se membro do Comitê Paulista pela Memória, Verdade e Justiça, do Conselho de Administração do Núcleo Memória, da Diretoria do Conselho Latino-Americano de Igrejas (Região Brasil) e da Junta Diretiva do Church World Service.
Em maio de 2012, Padilha recebeu indenização da Comissão de Anistia do Ministério da Justiça pelos graves danos que lhe foram causados pela ditadura. Em 11 de dezembro de 2020, recebeu o Prêmio de Direito à Memória e à Verdade “Alceri Maria Gomes da Silva”, concedido pela Secretaria Municipal de Direitos Humanos e Cidadania (SMDHC) do Município de São Paulo.